# Život i škola: Časopis za teoriju i praksu odgoja i obrazovanja
Život i škola: Časopis za teoriju i praksu odgoja i obrazovanja jedan je od najstarijih znanstveno-stručnih časopisa u Republici Hrvatskoj.[nedostaje izvor] Izdavač časopisa je Fakultet za odgojne i obrazovne znanosti u Osijeku. Svoju tradiciju časopis započinje 1952. godine u Osijeku. Inicijatori pokretanja časopisa bili su profesori Učiteljske škole u Osijeku: Mirko Jirsak, Martin Petančić i Slobodan Kovačević. Ideja o časopisu je nastala na temelju promišljanja prosvjetnih djelatnika o potrebi dijeljenja iskustava o odgoju i obrazovanju te potrebe za cjeloživotnim učenjem odgojitelja, učitelja, nastavnika i pedagoga. Za vrijeme SFRJ, časopis Život i škola bio je prepoznat kao jedan od vodećih domaćih časopisa za pitanja odgoja i obrazovanja te je u više navrata bio nagrađen za promicanje učiteljskog poziva i unaprjeđivanje pedagoške teorije i prakse.[nedostaje izvor] U osamdesetim i devedesetim godinama prošloga stoljeća časopis je izlazio pet puta godišnje, da bi od 1999. godine časopis izlazio dva puta godišnje, što je ostalo do danas. Tijekom godina promijenila se zastupljenost kategorija objavljenih radova. Tako je na svojim početcima časopis sadržavao stručne radove i priloge, a danas prevladavaju zanstveni radovi i prikazi. Časopis Život i škola objavljuje radove na hrvatskom i engleskom jeziku te uz radove s područja društvenih znanosti objavljuje radove s područja humanističkih znanosti, interdisciplinarnih društvenih znanosti i dr.

## Vanjske poveznice
- Internetske stranice časopisa  Arhivirana inačica izvorne stranice od 31. ožujka 2022. (Wayback Machine)
- Izdanja časopisa na Portalu hrvatskih znanstvenih i stručnih časopisa Hrčak